# Damjan Marčeta
Damjan Marčeta (serbisch-kyrillisch Дамјан Марчета; * 11. Mai 1994 in Sanski Most, Bosnien und Herzegowina) ist ein serbischer Fußballspieler.

## Karriere
Der Stürmer wurde in der Jugendabteilung des FK Vojvodina aus Novi Sad ausgebildet und wechselte Anfang 2013 zum FK Donji Srem, der gerade in die erstklassige serbische SuperLiga aufgestiegen war. In zwei Jahren absolvierte er 32 Erstligaspiele und erzielte dabei ein Tor gegen den Rekordmeister Roter Stern Belgrad (2:2). Im November 2015 zog Marčeta nach Deutschland und schloss sich zunächst dem Kreisoberligisten FC Tempo Frankfurt an. Im Januar 2016 ging es für ihn weiter zu Rot-Weiss Frankfurt, wo er in elf Spielen vier Tore erzielte. Im Sommer des Jahres wollte Marčeta zu Kickers Offenbach wechseln. Der bereits unterschriebene Vertrag wurde jedoch ungültig, da Marčeta nicht über eine Arbeitserlaubnis in Deutschland verfügte.
Im Januar 2017 wechselte er dann zum Regionalligisten Teutonia Watzenborn-Steinberg, mit dem er am Saisonende abstieg. Ein Jahr später kam es zur Verschmelzung der Teutonia mit dem VfB Gießen zum FC Gießen. Mit den Gießenern wurde Marčeta in der Saison 2018/19 Meister der Hessenliga und steuerte 25 Saisontore zum Titel bei. Marčeta wechselte daraufhin zum Regionalligisten FC 08 Homburg. Im Januar 2022 folgte dann der Wechsel zum SV Rödinghausen, wo er am Ende der Spielzeit den Westfalenpokal gewann. Beim Finalsieg gegen Preußen Münster (4:3 n. E.) erzielte er den 1:0-Führungstreffer in der regulären Spielzeit. Zur Saison 2023/24 wechselt er weiter zum Ligakonkurrenten Wuppertaler SV.
Am 14. Mai 2024 gab dann der designierte Aufsteiger Eintracht Trier die Verpflichtung Marčetas zur neuen Spielzeit 2024/25 in der Regionalliga Südwest bekannt. Dort erzielte er in 23 Ligapartien neun Treffer und trug so wesentlich zum Klassenerhalt bei.

## Erfolge
- Meister der Hessenliga: 2019
- Westfalenpokalsieger: 2022